# Kevin Méndez
Kevin Méndez (ur. 10 stycznia 1996 w Trinidadzie) – urugwajski piłkarz, grający na pozycji napastnika.

## Kariera piłkarska

### Kariera klubowa
Wychowanek klubu CA Peñarol, w barwach którego w 2013 rozpoczął karierę piłkarską. 6 stycznia 2015 podpisał kontrakt z AS Roma, skąd został wypożyczony do klubów Perugia Calcio, FC Lausanne-Sport i AS Viterbese Castrense. 17 lipca 2018 został piłkarzem Karpat Lwów. 29 sierpnia 2019 lwowski klub rozwiązał kontrakt z powodu naruszenia dyscypliny. 9 stycznia 2020 podpisał kontrakt z urugwajskim Sport Club do Recife.

### Kariera reprezentacyjna
W 2013 bronił barw juniorskiej reprezentacji Urugwaju. W 2015 występował w młodzieżowej reprezentacji Urugwaju.

## Sukcesy i odznaczenia

### Sukcesy piłkarskie
CA Peñarol
- mistrz Urugwaju: 2012/13

FC Lausanne-Sport
- mistrz Challenge League: 2015/16